# Fernando Romay
Fernando Romay Pereiro (La Coruña,  23 de septiembre de 1959) es un exjugador de baloncesto español.
Tiene una medalla de plata con la selección española ganada en los Juegos Olímpicos de Los Ángeles 1984. Participó también en los Juegos Olímpicos de Moscú 1980 y en tres Mundobasket y cuatro Eurobasket.
En España jugó en el Real Madrid desde 1976 hasta 1993. Durante este periodo el equipo obtuvo siete títulos de Liga ACB, cinco de Copa del Rey, dos de Copa de Europa, tres de Recopa, uno de Copa Korac, dos de la Copa Intercontinental y un Campeonato Mundial de Clubes.
Al finalizar su etapa en el club blanco, militó en el OAR Ferrol (93-94) y Amway Zaragoza (94-95). Cuando hizo la prueba para el Madrid le dejaron unas zapatillas de Walter con la punta cortada porque no existían de su número, un 56. Ese mismo día confundió a Pedro Ferrándiz con el encargado del material. Después  de Fran Vázquez, es el segundo máximo taponador de la Liga ACB con 677. Además posee el récord de mayor número de partidos en la ACB con 100% de tiros.
El 8 de junio de 1996 se convirtió en el primer deportista español de élite capaz de alcanzar dos títulos de Liga en dos disciplinas diferentes de equipo: el baloncesto y el fútbol americano. Romay era en esa fecha "tackle" de los Panteras de Madrid, que venció en la final al equipo catalán de los Vilafranca Eagles en el estadio de la Peineta, por 21-17. Su aportación al equipo fue más bien testimonial y, de hecho, en esa final no jugó ni un solo minuto. También militó en este equipo de fútbol americano el mediofondista, entonces retirado, Colomán Trabado.
En los últimos tiempos ha colaborado en diferentes programas de televisión y apoya diferentes organizaciones no gubernamentales. 
En 1993 presentó el programa Noche, noche de Antena 3.
Es comentarista de baloncesto en TVE y ha sido comentarista en los JJ. OO. de Pekín 2008 en los que la selección española ganó la plata.
Copresentó la gala 2000 y una Noche junto a Manolo Sarriá, María del Monte, Chiquito de la Calzada, Miguel Caiceo, Carmen Janeiro, Víctor Puerto, Jesús Hermida, Arturo Fernández y Cristina Almeida.
Entre 1998 y 2000 fue gerente de la Fundación Deporte Joven, Fundación de naturaleza privada, vinculada orgánicamente al Consejo Superior de Deportes.
En 2004 recibió, junto a sus compañeros de la selección española de baloncesto en los Juegos Olímpicos de Los Ángeles 1984, el premio Corazón de Oro otorgado por la Fundación Española del Corazón. En 2022 hizo una charla en el colegio Mirasierra y recibió el apodo de gigante debido a su sobrepeso 
en la charla le pregunta a un niño porque va en silla de ruedas estuvieron hablando los alumnos y el de fútbol de atletismo de baloncesto  pero se descubrió que participó en farmacia de guardia y en el comisario. También ha hecho un pequeño papel en la serie El comisario que se emitió en Tele 5. Desde 2007 comenzó a participar en la empresa StarDreams, integrada por varios destacados deportistas como Antonio Maceda, Julio Salinas, Albert Ferrer, Almudena Cid, Estela Giménez, Gervasio Deferr, Blanca Fernández Ochoa, Martín Fiz, Amaya Valdemoro o Xavi Torres y dedicada principalmente al asesoramiento a directivos y ejecutivos en la mejora del rendimiento laboral.

## Estadísticas

### Liga ACB
| Año        | Equipo      | PJ | MPP  | %T2 | %3P | %TL | RPP | ROP | APP | ROB | TPP | PPP  |
| ---------- | ----------- | -- | ---- | --- | --- | --- | --- | --- | --- | --- | --- | ---- |
| 1983-84 LR | Real Madrid | 25 | 20.6 | 59  | 0   | 73  | 5.0 | 1.6 | 0.1 | 0.4 | 3.1 | 7.0  |
| 1983-84 PO | Real Madrid | 7  | 17.0 | 62  | 0   | 83  | 4.5 | 1.7 | 0.1 | 0.7 | 2.2 | 13.0 |
| 1984-85 LR | Real Madrid | 25 | 16.2 | 66  | 0   | 79  | 5.4 | 1.4 | 0.1 | 0.5 | 2.7 | 5.4  |
| 1984-85 PO | Real Madrid | 7  | 17.0 | 83  | 0   | 92  | 3.0 | 0.8 | 0.0 | 0.4 | 1,4 | 7.3  |
| 1985-86 LR | Real Madrid | 27 | 18.8 | 54  | 0   | 71  | 5.4 | 1.5 | 0.2 | 0.8 | 2.5 | 6.0  |
| 1985-86 PO | Real Madrid | 4  | 21.2 | 75  | 0   | 69  | 5.0 | 1.7 | 0.0 | 0.2 | 0.7 | 7.2  |
| 1986-87 LR | Real Madrid | 28 | 28.2 | 62  | 0   | 70  | 7.5 | 1.8 | 0.3 | 1.0 | 3.0 | 8.6  |
| 1986-87 PO | Real Madrid | 7  | 32.5 | 67  | 0   | 50  | 9.0 | 2.4 | 0.1 | 0.4 | 2.0 | 10.0 |
| 1987-88 LR | Real Madrid | 28 | 17.9 | 63  | 0   | 73  | 5.2 | 0.7 | 0.2 | 1.0 | 2.6 | 5.3  |
| 1987-88 PO | Real Madrid | 5  | 28.2 | 59  | 0   | 67  | 6.8 | 3.0 | 0.2 | 0.6 | 1.4 | 7.2  |
| 1988-89 LR | Real Madrid | 26 | 18.0 | 48  | 50  | 64  | 4.4 | 1.1 | 0.2 | 0.3 | 1.7 | 4.3  |
| 1988-89 PO | Real Madrid | 6  | 12.8 | 47  | 0   | 75  | 4.5 | 1.0 | 0.5 | 0.2 | 0.8 | 4.3  |
| 1989-90 LR | Real Madrid | 34 | 20.0 | 50  | 0   | 84  | 6.0 | 1.7 | 0.4 | 0.7 | 1.8 | 5.6  |
| 1989-90 PO | Real Madrid | 5  | 17.8 | 59  | 0   | 67  | 2.4 | 0.8 | 0.2 | 0.4 | 0.8 | 4.8  |
| 1990-91 LR | Real Madrid | 31 | 13.6 | 49  | 0   | 75  | 3.1 | 1.0 | 0.2 | 0.2 | 1.0 | 3.4  |
| 1990-91 PO | Real Madrid | 3  | 9.6  | 33  | 0   | 100 | 1.3 | 1.0 | 0.3 | 0.3 | 0.6 | 5.6  |
| 1991-92 LR | Real Madrid | 32 | 13.0 | 46  | 0   | 63  | 3.3 | 1.0 | 0.3 | 0.5 | 1.1 | 2.4  |
| 1991-92 PO | Real Madrid | 1  | 14.0 | 0   | 0   | 100 | 2.0 | 0.0 | 0.0 | 0.0 | 2.0 | 2.0  |
| 1992-93 LR | Real Madrid | 28 | 9.1  | 64  | 0   | 60  | 2.4 | 0.7 | 0.2 | 0.3 | 0.6 | 1.6  |
| 1992-93 PO | Real Madrid | 6  | 2.8  | 0   | 75  | 0   | 1.1 | 0.2 | 0.0 | 0.0 | 0.0 | 1.0  |
| 1993-94 LR | OAR Ferrol  | 27 | 17.2 | 56  | 0   | 70  | 4.7 | 1.5 | 0.3 | 0.7 | 1.0 | 4.6  |
| 1993-94 PO | OAR Ferrol  | 2  | 11.5 | 100 | 0   | 0   | 3.0 | 0.0 | 0.0 | 0.0 | 0.0 | 1.0  |
| 1994-95 LR | CB Zaragoza | 37 | 12.4 | 59  | 0   | 58  | 2.5 | 0.8 | 0.2 | 0.3 | 0.4 | 2.5  |
| 1994-95 PO | CB Zaragoza | 3  | 6.6  | 33  | 0   | 75  | 1.6 | 0.6 | 0.3 | 0.3 | 0.3 | 1.6  |

## Palmarés
Real Madrid
- 8 Ligas españolas (1977, 1979, 1980, 1982, 1984, 1985, 1986, 1993).
- 5 Copas del Rey (1977, 1985, 1986, 1989, 1993).
- 1 Supercopa de España (1984).
- 2 Copas de Europa (1978, 1980).
- 3 Recopas de Europa (1984, 1989 y 1992).
- 1 Copa Korać (1988).
- 3 Copas Intercontinentales (1977, 1978, 1981).
- 4 Supercopas de Europa: 1984, 1988, 1989 (2).
- 11 Torneos Internacionales de Navidad.

Selección española
- Medalla de plata en los Juegos Olímpicos de Los Ángeles 1984.
- Medalla de plata en el Eurobasket de Nantes 1983.

Madrid Panteras
- 1 Liga española: 1996.
- 1 Copa de España: 1996.

## Premios, reconocimientos y distinciones
- Medalla de Oro de la Real Orden del Mérito Deportivo, otorgada por el Consejo Superior de Deportes (1998)